# 希卢克王国
希卢克王国（英語：Shilluk Kingdom），又称乔洛之地（希卢克语：Läg Cøllø）、乔洛国（Pödh Cøllø），是15世纪—1861年位于白尼罗河左岸（今南苏丹和苏丹南部）的一个国家，由希卢克人（属于尼罗特人）主导。其首都和王室居所位于法肖达。根据希卢克人的民间传说及邻近民族的记载，王国由尼扬卡恩创建，他很可能生活在15世纪下半叶。希卢克人成功建立一个集权王国，在18世纪末—19世纪初（正值北方的丰吉苏丹国衰落）达到鼎盛。
19世纪，奥斯曼帝国对希卢克发动军事进攻，导致王国在1860年代初灭亡。如今的希卢克国王已不再是独立的政治领袖，而是在南苏丹和苏丹的政府体制下的传统酋长。目前的希卢克国王是夸恩戈·达克·帕迪埃特，于1993年即位。
希卢克王权兼具政治和宗教性质。国王是社会秩序的保障，他的健康与国家的安危息息相关。希卢克人通过举行仪式来崇拜国王，这些仪式受到首任国王尼扬卡恩的神话的启发。1911年，查尔斯·塞利格曼对希卢克的君主制度与民俗进行研究，1916年，英国人类学家詹姆斯·弗雷澤在《金枝》一书中也探讨了希卢克的信仰体系。塞利格曼将希卢克的政体描述为一种“神圣君权”。